# Državna cesta D301
D301 je državna cesta u Hrvatskoj. Ukupna duljina iznosi 5,8 km.